# Ismaila Soro
Ismaila Wafougossani Soro (ur. 7 maja 1998 w Yakassé-Mé) – iworyjski piłkarz występujący na pozycji pomocnika w szkockim klubie Celtic oraz w reprezentacji Wybrzeża Kości Słoniowej. Wychowanek Moossou FC, w trakcie swojej kariery grał także w takich zespołach, jak Saxan Ceadîr-Lunga, FK Homel oraz Bene Jehuda Tel Awiw.